# 圣伊莎贝尔
圣伊莎贝尔是巴西戈亚斯州的一个市镇。总面积806.814平方公里，总人口3374人，人口密度4.2人/平方公里。